# Франсішку Шиссумба
Франсі́шку Е́дгар Шиссу́мба Родрі́гіш (порт. Francisco Edgar Chissumba Rodrigues; нар. 29 травня 2005, Брага) — португальський футболіст, захисник клубу «Брага», який на правах оренди виступає за «Алверку».

## Клубна кар'єра

### «Брага»
Вихованець академії клубу «Брага», до якої приєднався 2014 року. 18 липня 2021 року підписав з «Брагою» свій перший професіональний контракт, що розразований до 2024 року.
2 вересня 2023 року дебютував за резервну команду клубу в матчі Терсейра-ліги проти «Анадії». 7 січня 2024 року в поєдинку Терсейра-ліги проти «Санжоаненсе» забив свій перший гол у кар'єрі. 21 січня 2024 року продовжив контракт з «Брагою» до 2028 року. 27 січня того ж року в складі першої команди став володарем Кубка португальської ліги, втім у фінальному матчі проти «Ештуріла» на поле не виходив.
26 січня 2025 року дебютував в основному складі «Браги» в матчі Прімейра-ліги проти «Боавішти», вийшовши в стартовому складі. 30 січня в поєдинку загального етапу Ліги Європи УЄФА проти італійського «Лаціо» дебютував у єврокубках. 18 лютого 2025 року переведений до першої команди клубу.

#### Оренда в «Алверку»
13 серпня 2025 року відправився у сезонну оренду в португальську «Алверку», яка за підсумками попереднього сезону пробилась до еліти.

## Кар'єра в збірній
Виступав за збірні Португалії до 16, до 17, до 18, до 19 і до 20 років. У березні 2025 року дебютував за збірну до 21 року в товариському матчі проти збірної Румунії. В травні 2025 року потрапив в заявку збірної до 21 року на молодіжний чемпіонат Європи в Словаччині.

## Статистика виступів
Станом на 25 квітня 2025
| Клуб              | Сезон             | Чемпіонат         | Чемпіонат | Чемпіонат | Кубок | Кубок | Кубок ліги | Кубок ліги | Єврокубки | Єврокубки | Інші  | Інші | Всього | Всього |
| Клуб              | Сезон             | Дивізіон          | Матчі     | Голи      | Матчі | Голи  | Матчі      | Голи       | Матчі     | Голи      | Матчі | Голи | Матчі  | Голи   |
| ----------------- | ----------------- | ----------------- | --------- | --------- | ----- | ----- | ---------- | ---------- | --------- | --------- | ----- | ---- | ------ | ------ |
| Брага Б           | 2023–24           | Терсейра-ліга     | 24        | 3         | —     | —     | —          | —          | —         | —         | 0     | 0    | 24     | 3      |
| Брага Б           | 2024–25           | Терсейра-ліга     | 16        | 1         | —     | —     | —          | —          | —         | —         | —     | —    | 16     | 1      |
| Брага Б           | Всього            | Всього            | 40        | 4         | 0     | 0     | 0          | 0          | 0         | 0         | 0     | 0    | 40     | 4      |
| Брага             | 2024–25           | Прімейра-ліга     | 13        | 0         | 1     | 0     | 0          | 0          | 1         | 0         | 0     | 0    | 15     | 0      |
| → Алверка         | 2025–26           | Прімейра-ліга     | 0         | 0         | 0     | 0     | 0          | 0          | —         | —         | —     | —    | 0      | 0      |
| Всього за кар'єру | Всього за кар'єру | Всього за кар'єру | 53        | 4         | 1     | 0     | 0          | 0          | 1         | 0         | 0     | 0    | 55     | 4      |

1. ↑  Матчі в Лізі Європи УЄФА

## Досягнення
«Брага»
- Володар Кубка португальської ліги: 2023–24[19]